# Подстилающая поверхность
Подстилающая поверхность  — компоненты земной поверхности, осуществляющие тепло- и влагообмен с атмосферой и оказывающие влияние на её состояние. Различные типы подстилающей поверхности по-разному поглощают солнечную радиацию и отдают тепло атмосфере, испаряют влагу и воздействуют на силу ветра. Это оказывает влияние на погоду, создает мезоклимат. Свойства подстилающей поверхности определяют как глобальную циркуляцию атмосферы, так и особенности местной атмосферной циркуляции, вызывая образование бризов, горных ветров.